# Haroldaphodius procerus
Haroldaphodius procerus är en skalbaggsart som beskrevs av Edgar von Harold 1862. Haroldaphodius procerus ingår i släktet Haroldaphodius och familjen Aphodiidae. Inga underarter finns listade i Catalogue of Life.